# Gato de energia elétrica
Gato de energia elétrica ou gato de luz, também conhecido como furto de energia elétrica, é uma forma de ligação elétrica clandestina destinada a furtar energia elétrica. O custo anual do roubo de eletricidade é estimado em 96 bilhões de dólares.
Segundo a legislação brasileira, é um crime de furto ou de estelionato, além de ser perigoso, pois pode causar a morte por eletrocussão e a sobrecarga elétrica, aumentando as chances de queda de energia.

## No Brasil
Segundo a legislação brasileira, realizar desvio ou ligação clandestina de luz é um crime de furto ou de estelionato (Art. 155 e 171 do Código Penal), dependendo do método que for aplicado.
Em 2012, o Brasil registrou 18% de furto de energia, ficando em oitava posição na lista dos países com a maior taxa de furto de luz no mundo. Atualmente, o Brasil está entre os cinco países com a conta de energia elétrica mais cara do mundo.
Em 2022, as perdas não técnicas de energia elétrica alcançaram quase 15% do total distribuído no país, resultando em um prejuízo de 7,7 bilhões de reais – somando cerca de 45 bilhões de reais em prejuízo repassados ao consumidor nos últimos 10 anos. O total furtado no período é equivalente ao consumo somado dos estados de Santa Catarina, Paraná, Mato Grosso do Sul e Espírito Santo. No Amazonas, a quantidade de furtos é maior que o faturamento com as ligações regulares.
Atualmente, os estados do Amazonas (Amazonas Energia), Amapá (CEA Equatorial) e Rio de Janeiro (Light) concentram as maiores perdas do setor, além disso, as dez distribuidoras que apresentam maiores perdas no país somam, juntas, 68,3% do total de energia não paga.